# Organisation marocaine des droits humains
L'Organisation marocaine des droits humains (OMDH), anciennement nommée Organisation marocaine des droits de l'Homme, est une association marocaine créée le 12 janvier 1989 et reconnue d'utilité publique  le 24 avril 1990. L'OMDH a été fondée par plusieurs militants et défenseurs des droits de l'homme marocains persuadés par la nécessité d'adopter une posture plus pacifiste et plus consensuelle afin d'obtenir des résultats durables quant à la protection et la promotion des droits de l'Homme au Maroc. Un des textes les plus influents sur ses fondateurs fut l'article publié par Abderrahmane El Youssoufi lors de la réunion d'experts organisée par l'UNESCO en 1981 intitulée "Violations des droits de l'homme: quel recours, quelle résistance?".  Cette étude a servi de référence philosophique à la création de l’OMDH, et aux militants des droits de l’Homme .
 Elle fait partie du Réseau euro-méditerranéen des droits de l'Homme depuis 1997.

## Fondateurs
- Abderrahmane El Youssoufi
- Mahdi Elmandjra
- Omar Azziman
- Khalid Naciri
- Amina Bouayach
- Abdelaziz Benzakour

## Anciens présidents
- Mahdi Elmandjra
- Omar Azziman
- Khalid Naciri (1989-1990)
- Amina Bouayach (2006-avril 2012)